# Jay Kristoff
Jay Kristoff (Perth, Australia; 1973) es un autor australiano de fantasía y ciencia ficción. Vive en Melbourne.

## Biografía
Kristoff nació en Perth, Australia, en 1973. Ya desde niño, Kristoff leía con frecuencia y jugaba a juegos de mesa, incluyendo Dragones y Mazmorras. Kristoff es de 6'7" de altura. Se graduó de la universidad con un grado de arte. Trabajó en publicidad creativa para la televisión durante once años antes de comenzar su carrera literaria. Vive en Melbourne, Australia, con su esposa y un Jack Russell Terrier, de nombre Samwise.

## Trayectoria literaria
Kristoff es el autor de La Guerra de las Flores del Loto, una saga de Steampunk japonés. La primera novela, Stormdancer, fue una de las finalistas en 2012 para el Premio Aurealis, fue nominado para dos Premios David Gemmell en 2013 (mejor novela y mejor novela de debut), y fue finalista de la edición de 2013 del Premio Compton Crook.  La precuela de la novela, The last Stormdancer fue la ganadora del Premio Aurealis de 2013 al Mejor Corto de Ficción de Fantasía. La inspiración para Stormdancer fue un sueño que tuvo el propio autor. Kristoff se refiere a la serie como un crossover de ficción que apela a mayores, adultos jóvenes y adultos.
La segunda saga de Kristof, Illuminae, fue adquirida por Random House en un adelanto en 2013. El primer libro de la serie, titulado Illuminae, fue publicado a finales de octubre de 2015. Debutó en el #5 en la Lista de Best Seller de New York Times Best seller para Jóvenes y Adultos en la lista de tapa dura, y finalmente, llegó el #2. En noviembre de 2015, se anunció que Brad Pitt y su compañía de producción, Plan B Entertainment, habían adquirido los derechos cinematográficos de Illuminae. Illuminae fue nominado en el 2016 para el Primer Ministro del Premio Literario, ganó en 2015 el  Premio Aurealis a la Mejor novela de Ciencia Ficción, en 2016 el Premio Oro Tinta a la mejor ficción para adolescentes, y en 2016 el Premio Libro del Año para los Niños Mayores de la industria australiana. La secuela de Illuminae, Gemina, debutó en el #3 como bestseller de la lista del  New York Times  y ganó en 2016 Premio Aurealis a la Mejor novela de Ciencia Ficción. Kristoff coescribió la serie con su compañera de Melbourne, la autora Amie Kaufman. Kristoff define la serie de ficción para jóvenes adultos.:)
La segunda saga en solitario de Kristoff, de fantasía épica para adultos, titulada The Nevernight Chronicle, cuya publicación se inició con Nevernight en agosto de 2016. Nevernight le otorgó a Kristoff su segunda nominación a los Premios David Gemmell, y ganó en 2016 el Premio Aurealis a la Mejor novela de Fantasía.
En marzo de 2016, Kristoff anunció otra saga Young Adult, titulada Lifel1k3, la cual ha sido adquirida por Random House y cuya publicación comenzará en 2018.
Kristoff y su coautora de Illuminae, Amie Kaufman, han anunciado además una nueva saga, por ahora titulada Andromeda, que también ha sido adquirida por Random House y cuya publicación también se iniciará en 2018.
Los trabajos de Kristoff tratan temas como la familia, la amistad, el amor, la pérdida y la traición. Su ficción sugiere que "la victoria no significa nada sin sacrificio."

## Obras publicadas

### The Lotus War Series (Saga de Las Guerras del Loto)
1. Stormdancer - Tormenta - (Thomas Dunne Books, 2012)
2. Kinslayer - Imperio - (Thomas Dunne Books, 2013)
3. Endsinger - Ultima - (Thomas Dunne Books, 2014)

- The Last Stormdancer (precuela de Stormdancer; Thomas Dunne Books, 2013)
- "Praying for Rain" (historia corta gratuita, publicada en línea en 2013)

### Illuminae (coescrito con Amie Kaufman)
1. Illuminae (Random House, 2015)
2. Gemina (Random House, 2016)
3. Obsidio (Random House, con fecha de publicación en marzo de 2018)

### The Nevernight Chronicle (Crónicas de Nuncanoche)
1. Nevernight (Thomas Dunne Books, 2016) ; Nuncanoche (Nocturna Ediciones, 2021)
2. Godsgrave (Thomas Dunne Books, 2017) ; Tumba de dioses (Nocturna Ediciones, 2021)
3. DarkDawn (Thomas Dunne Books, 2019) ; Albaoscura (Nocturna Ediciones, 2021)

### Lifel1k3
1. Lifel1k3 (Random House, 2018)
2. Dev1at3 (Random House, 2019)
3. Truel1f3 (Random House, 2020)

### The Aurora Cycle (coescrito con Amie Kaufman)
1. Aurora Rising (Random House, 2019)
2. Aurora Burning (Random House, 2020)
3. Aurora's End (Random House, 2021)

### Empire of the Vampire (El imperio del vampiro)
1. Empire of the Vampire (St. Martin's Press, 2021) ; El imperio del vampiro (Nocturna Ediciones, 2022)
2. Empire of the Damned  (St. Martin's Press, 2024); El imperio de los condenados (Nocturna Ediciones, 2025)